# イソサフロール
イソサフロール（英: isosafrole）は、サフロールの異性体である。cis-体、trans-体の幾何異性体が存在するが、市販のものはtrans-80％、cis-20％の混合体である。

## 用途
ヘリオトロピンの原料となる。国際香料協会では香料への使用を禁じており、精油への含有率も0.05%以下と制限を設けている。アメリカ合衆国では、食品への使用を禁じている。工業的にはサフロールに少量の水酸化カリウムとメタノールを加えて140~170℃に加熱して異性化する。

## 安全性
日本の消防法では危険物第4類・第3石油類に分類される。半数致死量（LD50）は、ラットへの経口投与で1.34g/kg、ウサギへの経皮投与で5g/kg以上。特定麻薬向精神薬原料に該当し、一定量を越える輸出入等には麻薬及び向精神薬取締法に基づく届出が義務付けられている。